# Accidente ferroviario en Ghotki
El accidente ferroviario en Ghotki refiere al choque ocurrido el 7 de junio de 2021 entre dos trenes cerca de Daharki, en el distrito de Ghotki de la provincia de Sindh, en el sur de Pakistán, muriendo al menos a 55 personas y quedando heridas otras 120. Un tren expreso se descarriló en la vía opuesta y un segundo tren expreso chocó con el primero. Entre seis y ocho vagones quedaron «completamente destruidos».

## Antecedentes
El sistema ferroviario de Pakistán está plagado de problemas que se han acumulado durante décadas de deterioro. Debido a la corrupción y la mala gestión, el sistema sufre accidentes frecuentes y la falta de inversión los agrava. Aunque varios gobiernos se han comprometido a arreglarlo, ninguno lo ha hecho.
El primer ministro, Imran Khan, también prometió modernizar los ferrocarriles, pero los accidentes han continuado desde que asumió el cargo de primer ministro en 2018, incluyendo un incendio en un tren en 2019 en el que murieron más de 70 personas. El sistema ha tenido poco mantenimiento en los últimos años, mientras que The Express Tribune ha informado que "los accidentes de trenes mortales... parecen haber aumentado en frecuencia".
Habibur Rehman Gilani, presidente de Pakistan Railways, dijo que las vías alrededor del lugar del accidente eran viejas y debían ser reemplazadas. Un exfuncionario dijo que algunos tramos de ferrocarril todavía utilizan vías que se habían colocado antes de la Partición en 1947.
El Millat Express es un tren que circula diariamente entre Karachi, Sindh y Malakwal, Punjab. Inicialmente se extendió desde Karachi hasta Faisalabad, Punjab, y lluego llegó a Malakwal y más tarde a Lalamusa, Punjab.

## Colisión
El 7 de junio de 2021, antes del amanecer, el Millat Express, procedente de Karachi, salió de la estación de Daharki, en el distrito de Ghotki de la provincia de Sindh, en el sur de Pakistán, a las 03:28 PKT (22:28 UTC, 6 de junio), en dirección a Sargodha, en la provincia de Punjab. Diez minutos después, a las 03:38, se descarriló en la vía opuesta, entre las estaciones de Daharki y Reti, mientras la mayoría de sus pasajeros dormían. Aproximadamente un minuto después, y viajando en dirección contraria, el Sir Syed Express, que había salido de Rawalpindi con destino a Karachi, chocó con el tren descarrilado.
El conductor del Sir Syed Express declaró que el tren viajaba a una velocidad normal cuando vio el descarrilado Millat Express en las vías. Accionó los frenos, pero no pudo detener el tren a tiempo. Un portavoz de Pakistan Railways dijo que el Sir Syed Express no tuvo tiempo suficiente para evitar chocar contra el tren descarrilado. Aproximadamente 1100 personas iban a bordo de los dos trenes.

## Muertes
En la colisión murieron por lo menos 51 personas y quedaron heridas otras 100. Cuatro empleados ferroviarios estaban entre los muertos. Umar Tufail, jefe de la policía del distrito de Ghotki, declaró que hasta 25 personas quedaron atrapadas entre los escombros.

## Respuesta
Los lugareños se apresuraron rápidamente al lugar de los hechos durante la noche para ayudar a los supervivientes, aunque la oscuridad dificultó sus esfuerzos. Al amanecer, las autoridades seguían intentando llevar maquinaria pesada al lugar de los hechos. El conductor del Sir Syed Express fue rescatado por los lugareños dos horas después del accidente.
También participaron en los esfuerzos de rescate el ejército de Pakistán y los guardabosques de Pakistán, incluidos médicos militares, paramédicos y ambulancias.   Un equipo de búsqueda y rescate urbano especializado fue trasladado en avión desde Rawalpindi para ayudar en la operación. Dos helicópteros de Multan volaron para evacuar a las víctimas. El calor de la tarde también obstaculizó los esfuerzos de rescate, con temperaturas de hasta 44 °C.
Los heridos fueron trasladados a los hospitales de Daharki, Ghotki, Mirpur Mathelo y Ubauro, donde se declararon las emergencias. víctimas gravemente heridas fueron trasladadas en avión a Pano Aqil.

## Secuelas
El primer ministro Imran Khan declaró que estaba "conmocionado por el terrible accidente de tren" y ordenó una investigación. El ministro federal de Ferrocarriles, Azam Khan Swati, declaró que se ordenó una "investigación de alto nivel" para determinar cómo ocurrió la colisión, y agregó que no estaba claro si el accidente fue el resultado de un sabotaje o la mala calidad de la vía.